# Non-League football
En Angleterre, le football semi-professionnel et amateur est dit Non-League football, car il ne fait pas partie des quatre divisions professionnelles de la Premier League et de la Football League. Le terme « Non-League » est entré en usage avant 1992 lorsque les plus grands clubs anglais de football étaient encore affiliés à la Football League. À cette époque tous les clubs qui n'appartenaient pas à la Football League étaient considérés comme des clubs Non-League.
Les clubs Non-League jouent dans des ligues semi-professionnelles ou amateur. Ces ligues sont pour la plupart des ligues régionales dépendant de la fédération d'Angleterre de football, qui gère le National League System (NLS). Le NLS possède 7 niveaux de divisions et compte plus de 50 ligues, certaines possédant plusieurs divisions.
Avant 1987, il n'existait aucun système automatique de montée et de descente entre les clubs professionnels et ceux du Non-League football. Les clubs de bas de tableau de la dernière division de la Football League devaient simplement représenter leur candidature à la Football League en fin de saison, ce n'était dans la majorité des cas qu'une simple formalité. Le système était fait de telle sorte que les clubs de la Football League étaient assurés de demeurer en Football League, tandis que ceux de Non-League n'avaient quasiment aucune chance de monter.
En 1987, la fédération anglaise mit en place un système automatique de promotion et de relégation entre les clubs de la Football League et ceux de la Conference National (championnat créé en 1979, et qui est encore aujourd'hui le niveau le plus élevé du Non-League football). Scarborough fut le premier club Non-League à être promu en Football League, Lincoln City fut le premier club de la Football League à être relégué dans le Non-League football. Depuis 2003, deux clubs de Conference National ont été promus à la fin de chaque saison.
Le Non-League football n'a cessé d'évoluer au cours des années. Depuis 1979 se met en place sous le niveau de la Conference National, un système pyramidal de niveaux, englobant bon nombre de compétitions jadis totalement indépendantes les unes des autres. En 2004, la Conference s'est même dotée d'une antichambre avec deux groupes : Conference North et Conference South. Dans le tableau ci-dessous figurent toutes les subdivisions du Non-League football, la pyramide commence au niveau 5, la Premier League étant au niveau 1 et la Football League occupant les niveaux 2, 3 et 4.
Pour voir la structure du Non-League football, voir Structure pyramidale des ligues de football en Angleterre.